# Parcul Național Death Valley

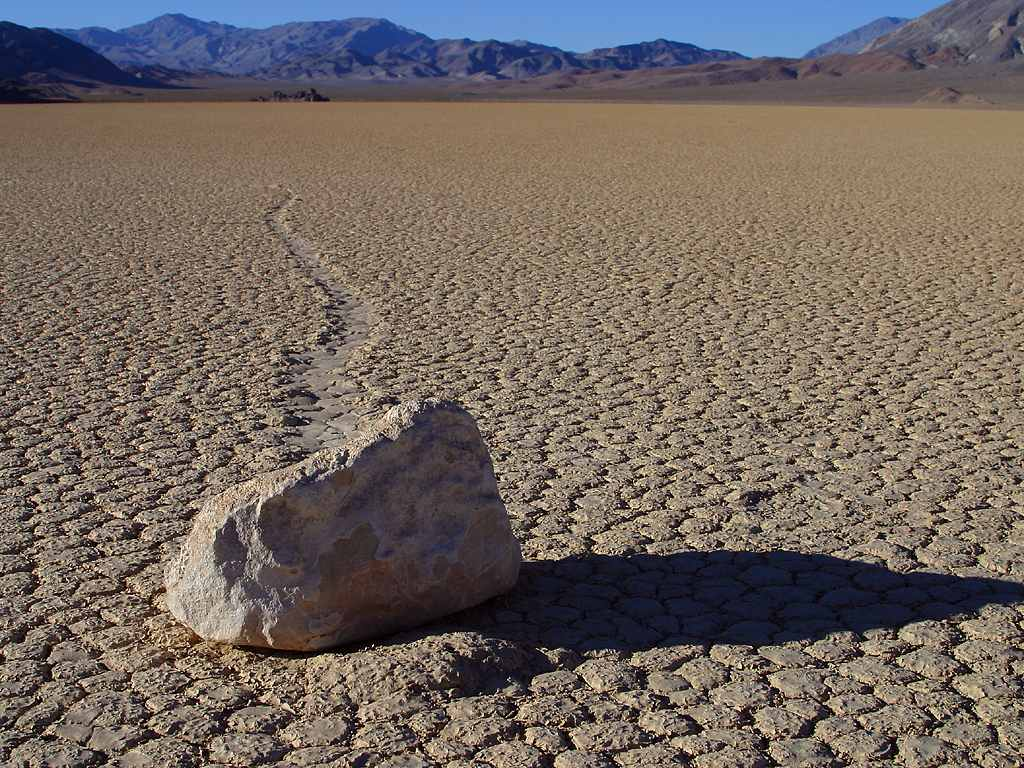
„Piatră călătoare” din Valea Morții

Parcul Național Death Valley (numit așa după Valea Morții - Death Valley, inclusă în el) este situat în deșertul Mojave, fiind una dintre cele mai aride regiuni din SUA.

## Date geografice
Parcul Național se află la est de munții Sierra Nevada, aflându-se în mare parte în statul California și o parte mai mică în statul Nevada. Punctul cel mai jos din parc se află în Valea Morții la altitudinea de 85,5 m sub n.m., valea fiind înconjurată de munți înalți ca Panamint Range (3.366 m) și Telescope Peak (3.366 m). Valea Morții a fost declarată Parc Național în anul 1933, parcul fiind apoi extins pe o suprafață mai mare în anul 1994. Azi parcul cuprinde și „Grota Diavolului” (Devil’s Hole), care conține un labirint de peșteri subterane pline cu apă, situate la 30 de km de orașul Pahrump din Nevada.
Principalele văi din parc sunt Valea Morții (Death Valley) și Panamint Valley. Ambele sunt apreciate la o vârstă de câteva milioane de ani. Cu toate că Valea Morții este numai la câteva sute de kilometri de coasta Pacificului, este după deșertul Atacama una dintre cele mai aride regiuni de pe glob. Explicația acestui fenomen este că vânturile umede dinspre ocean sunt oprite de lanțul munților înalți care joacă un rol de barieră. Temperatura cea mai ridicată măsurată în vale a fost de 65 °C la data de 10 iulie 1913 (la Furnace Creek Ranch), valoare care azi este pusă sub semnul întrebării, deoarece la data acea a fost o furtună de nisip care ar fi dereglat instrumentele de măsură. Regiunea este bogată în zăcăminte metalifere ca aur și argint, precum și în talc și borax.
Înainte de a fi declarată parc național, în regiune a existat o societate minieră de exploatare a boraxului care era folosit la producerea săpunului. Locuitorii regiunii sunt indienii timbisha, care fac parte din neamul shoshonilor. În parc și în regiunea din jur trăiește oaia sălbatică (Ovis canadensis).

## Date geologice
În regiune au existat cel puțin patru perioade geologice cu un vulcanism activ, urmate de perioade în care s-au depus sedimentele rezultate din procesul de eroziune. Aceste fenomene au fost însoțite de procese de alunecare a plăcilor tectonice, regiunea fiind supusă cel puțin la două perioade de eroziune glaciară.

## Pietrele călătoare
Un fenomen curios din vale, până acum neclarificat, sunt „pietrele călătoare” (wandering rocks) din zona Racetrack Playa (un lac secat din nord-vestul Death Valley). S-a observat că bucăți de stânci, până la 350 kg, se deplasează încet, lăsând o dâră în urma lor, pe porțiuni unde, aparent, nu există pantă de cădere. Deplasările, neobservate direct de oameni, au loc numai iarna, urmând o direcție de la sud spre nord sau nord-vest. Dârele (cu lungime de la câțiva cm la cca 1 km) dispar prin eroziune, după câțiva ani. Unii cercetători explică ciudatul fenomen prin formarea iarna unui strat de gheață pe care blocurile de piatră alunecă, acționate de vânturi puternice din sud.

## Atracții turistice

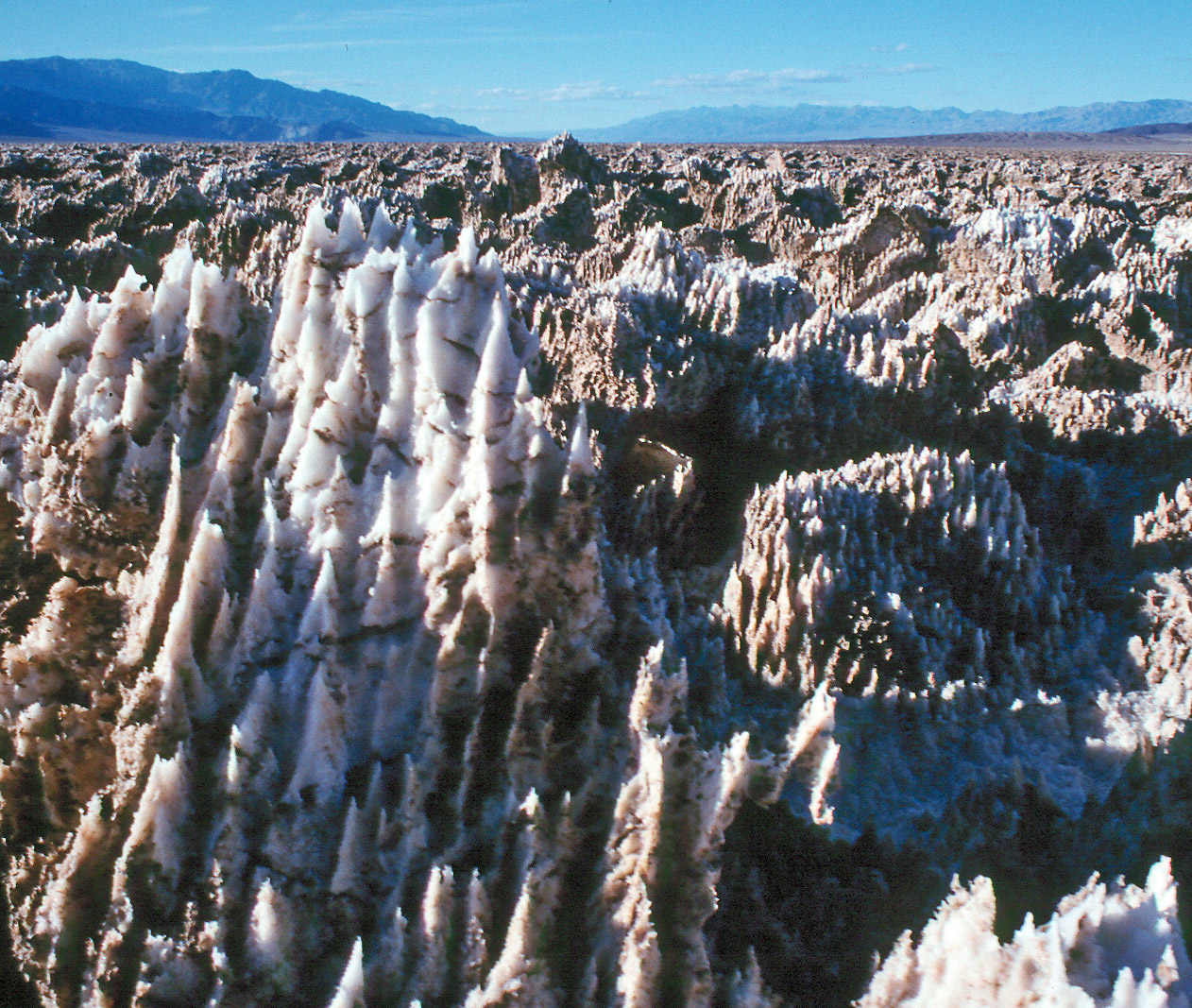
Devil's Golf Course

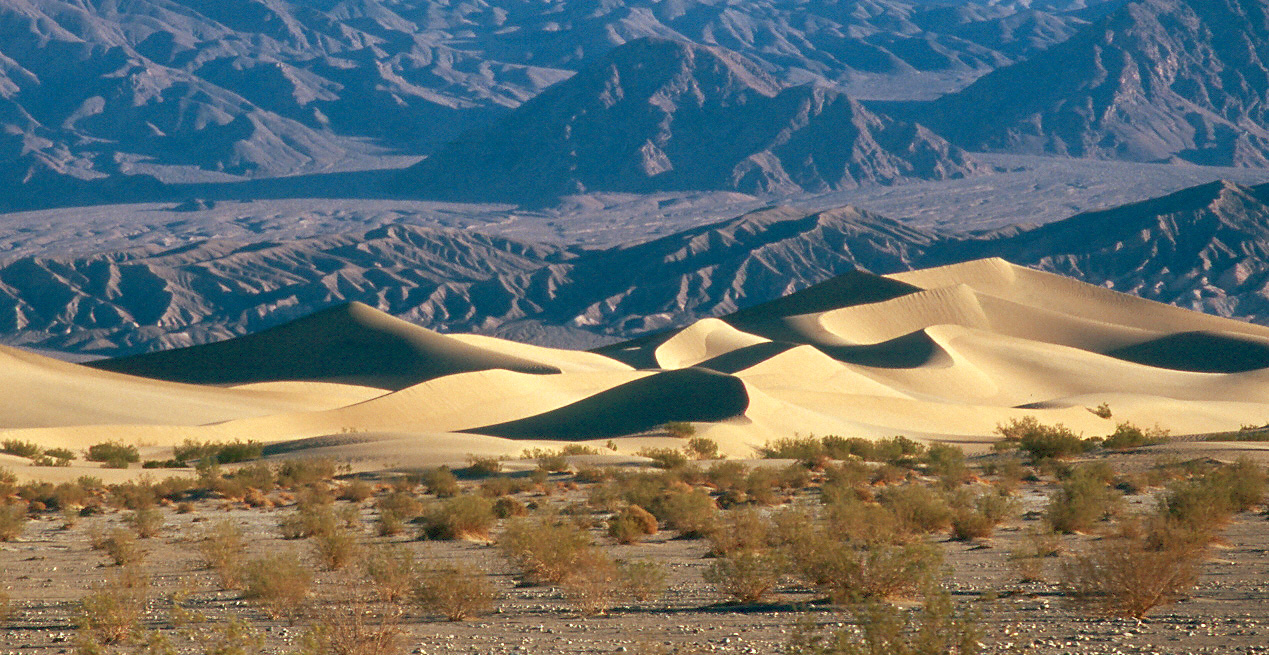
Mesquite - Dune de nisip

- Artists Palette - roci diferit colorate, în urma proceselor de oxidare
- Badwater - punctul cel mai jos al văii altitudinea de 85,5 m sub n.m., unde se pot vedea cristale de sare
- Barker Ranch - locul unde s-a ascuns criminalul Charles Manson, conducătorul unei secte
- Charcoal Kilns - un loc unde s-au produs cărbuni de lemn prin anul 1867
- Dante's View - o belvedere (1.669 m) din munții Black Mountains
- Devil's Golf Course - un labirint de peșteri sub apă
- Hidden Valley - Valea minieră din vestul munților Cottonwood Mountains
- Lippencott Road - cale care leagă „Racetrack” de „Saline Valley”
- Mesquite Sand Dunes - dune mari de nisip ce se întind pe o suprafață de 4 km²
- Mesquite Springs - regiunea din nordul Văii Morții (Death Valley), unde există numeroși cactuși
- Mosaic Canyon - situat în nord-vest, este un canion pe pereții căruia se pot vedea straturile de sedimentare
- Salt Creek - pârâu unde se pot vedea straturile de sare rezultate prin evaporare
- Shoreline Butte - un platou care în preistorie a fost o insulă
- Titus Canyon - care a fost un fund de mare, în apropiere fiind orașul acum părăsit Leadfield
- Ubehebe Crater - un crater vulcanic cu o adâncime de 230 m
- Ventifact Ridge - o ridicătură formată din lavă vulcanică, modelată de eroziune
- Racetrack Playa - aici se pot vedea „pietrele călătoare”

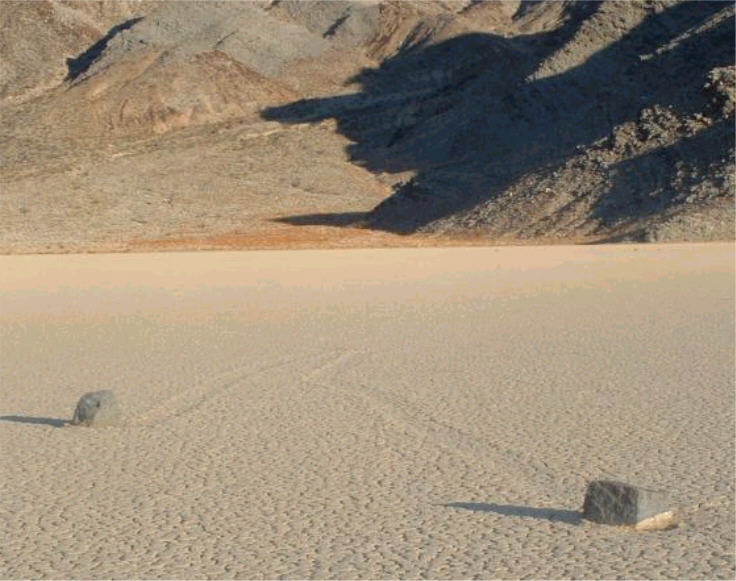
Racetrack in Death Valley
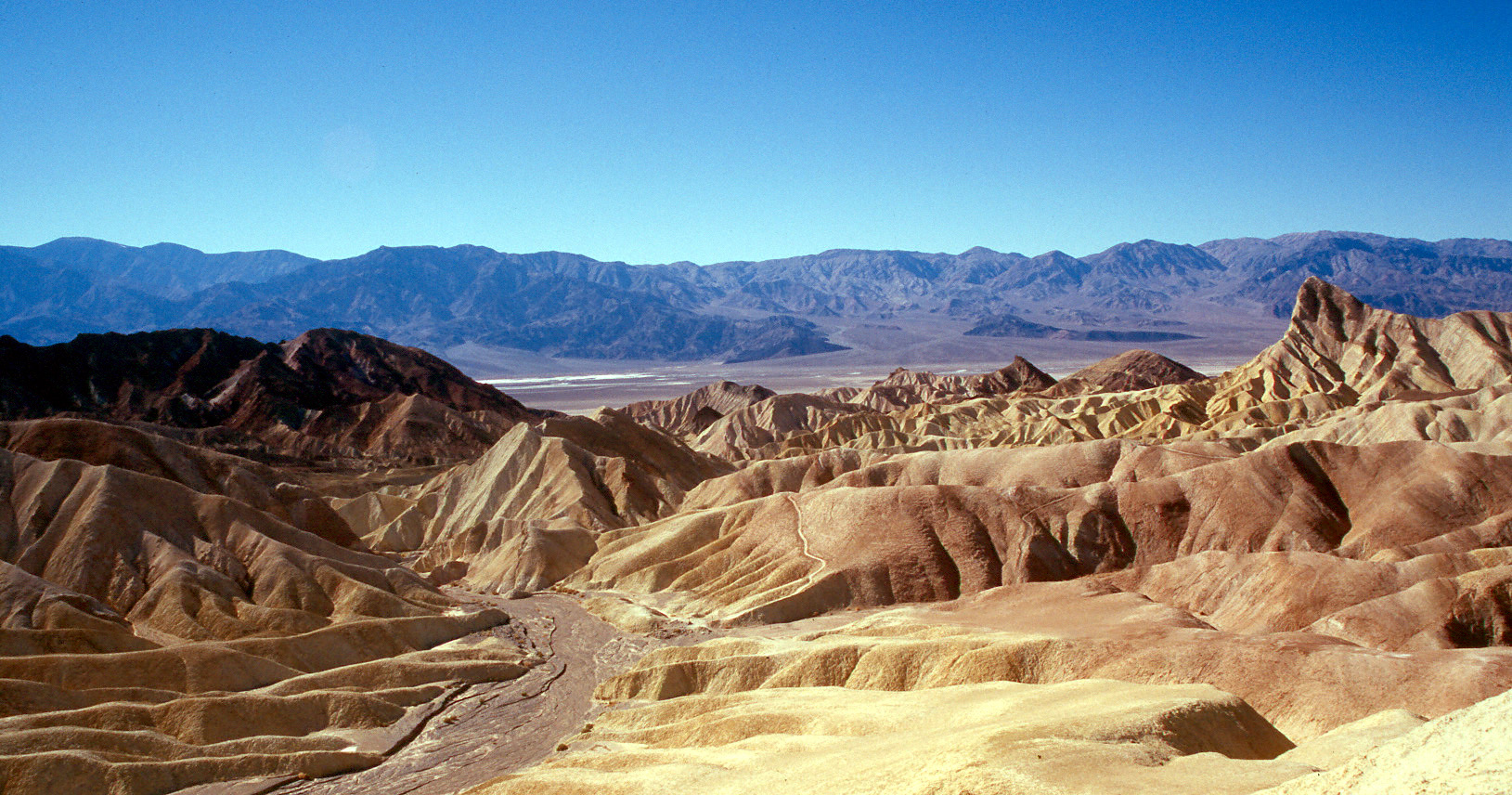
Vedere de la Zabriskie Point in Death Valley
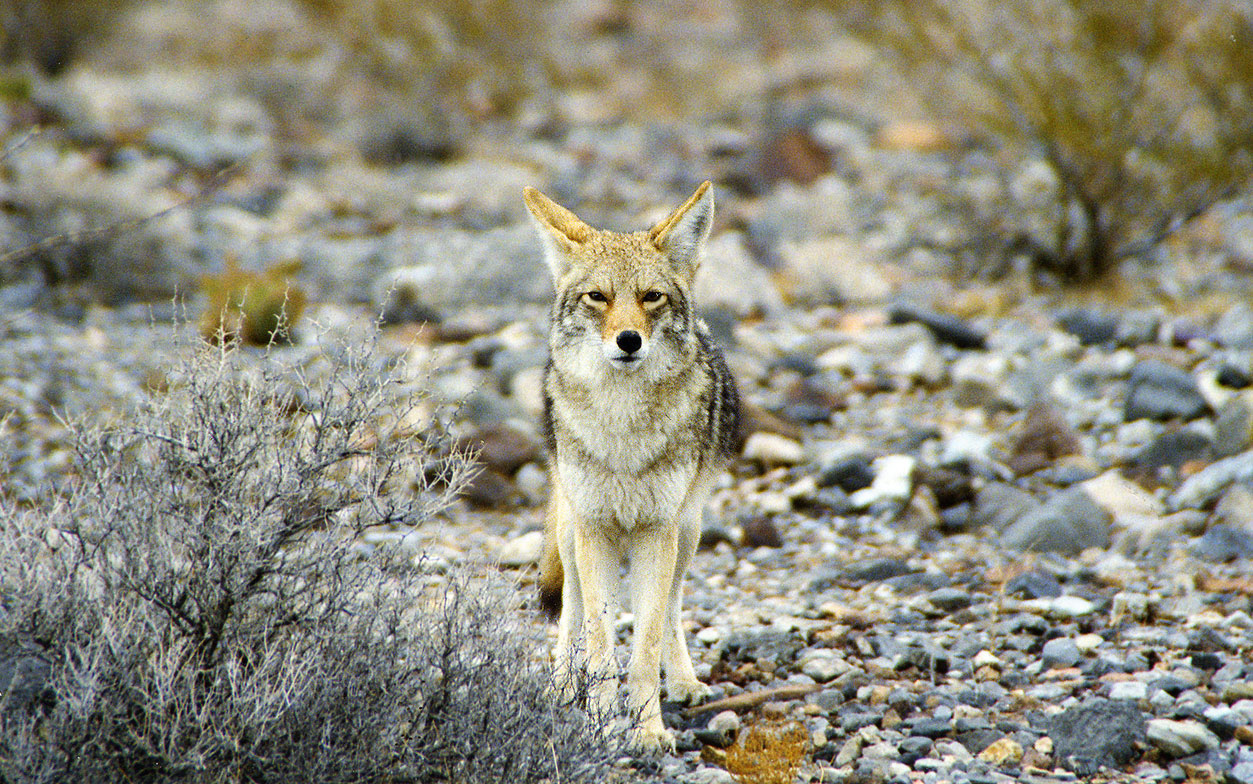
coiot lângă Titus Canyon